# جيمس كوكبورن
جيمس كوكبورن (بالإنجليزية: James Cockburn )‏ (و. 1819 – 1883 م) هو محامي، وسياسي كندي، توفي في أوتا، عن عمر يناهز 64 عاماً.

## مناصب
تولى منصب رئيس مجلس العموم الكندي ‏ (6 نوفمبر 1867–25 مارس 1874)
- عضو مجلس العموم الكندي (1867–1874).

## التعليم
تعلم في كلية كندا العليا.